# Polina Khan
Pour les articles homonymes, voir Khan (homonymie).
Polina Khan, née le 31 décembre 1999, est une taekwondoïste russe, championne du monde en 2021.

## Biographie
Polina Khan obtient la médaille d'or dans la catégorie des moins de 67 kg aux Championnats d'Europe pour catégories olympiques de taekwondo 2017 à Sofia. Elle est ensuite médaillée de bronze dans la catégorie des moins de 67 kg aux Championnats d'Europe de taekwondo 2018 à Kazan
Elle évolue ensuite dans la catégorie des moins de 73 kg, remportant l'argent aux Championnats d'Europe pour catégories olympiques de taekwondo 2019 à Dublin puis le bronze aux Championnats d'Europe de taekwondo 2021 à Sofia.
Elle est médaillée d'or dans la catégorie des moins de 73 kg aux Championnats du monde féminins de taekwondo 2021 à Riyad, battant en finale la Française Althéa Laurin.
Elle est médaillée de bronze dans la catégorie des moins de 73 kg aux Championnats du monde de taekwondo 2023 à Bakou.